# Дон, Лора
Лора Дон (англ. Laura Dawn; род. 1 января 1970, Плезантвилл, Айова, США) — американская политическая активистка, певица и поэтесса. Она была культурным директором MoveOn (англ.) с марта 2004 и стала национальным творческим директором организации в 2007.

## Музыкальная работа
В 1999 году Лора Дон выпустила свой первый альбом «Believer» на Extasy International Records, ответвления Extasy в Японии, созданного японским барабанщиком Ёсики Хаяси (англ. Yoshiki).
Согласно информации профиля Лоры Дон на портале MySpace, лейбл развалился, когда она работала над своим вторым альбомом, который так и не был завершен.
Она была приглашенной вокалисткой в платиновом альбоме Моби «Hotel» и совершила с ним турне по миру в течение девяти месяцев в 2005 году. Её текущий музыкальный проект — рок-группа The Little Death NYC, исполняющая сборник оригинальных песен, написанных и исполненных совместно с Моби и музыкантом/композитором Дароном Мерфи. Музыка проекта вдохновлена старинным блюзом, нуар-фильмами и психоделическим роком 1960-х.